# Dianthus hyssopifolius subsp. hyssopifolius
Dianthus hyssopifolius subsp. hyssopifolius é uma subespécie de planta com flor pertencente à família Caryophyllaceae. 
A autoridade científica da subespécie é L., tendo sido publicada em Cent. Pl. I 11 (1755).

## Portugal
Trata-se de uma subespécie presente no território português, nomeadamente em Portugal Continental.
Em termos de naturalidade é nativa da região atrás indicada.

## Protecção
Não se encontra protegida por legislação portuguesa ou da Comunidade Europeia.